# Deichacht Norden
Die Deichacht Norden ist ein Deichverband mit Sitz in Norden. Er bildet mit dem Entwässerungsverband Norden eine Verwaltungsgemeinschaft in Personalunion.

## Verbandsgebiet
Der Deichverband ist für ein rund 23.000 Hektar großes Gebiet im Landkreis Aurich in Ostfriesland zuständig. Dieses geschützte Gebiet, welches alle im Schutz der Hauptdeiche gelegenen Grundstücke bis zu einer Höhe von NN +5,00 m inklusive der innerhalb dieses Gebietes liegenden höheren Bodenerhebungen umfasst, erstreckt sich über die Stadt Norden und die Gemeinden Osteel, Leezdorf, Großheide, Dornum, Hagermarsch, Hage, Lütetsburg, Halbemond und Berumbur.
Die Hauptdeichlinie im Zuständigkeitsbereich der Deichacht Norden ist 32,5 Kilometer lang. Sie erstreckt sich vom Generalplankilometer 166,5 im Norden des Störtbeckerdeichs an der Leybucht bis zum Generalplankilometer 199,0 zwischen Neßmersiel und Dornumersiel. Die Hauptdeichlinie ist in vier Abschnitte unterteilt.
Neben der Hauptdeichlinie ist der Deichverband noch für eine zweite Deichlinie im Bereich der Polder Mandepolder, Lütetsburger Polder, Neßmerpolder, Westerpolder, Hampolder, Osterneßmersieler Polder und Kuchenbäckerpolder im Norden des Verbandsgebietes zuständig.
Das Verbandsgebiet der Deichacht Norden grenzt im Süden an das Verbandsgebiet der Deichacht Krummhörn und im Osten an das Verbandsgebiet der Deichacht Esens-Harlingerland.

## Aufgaben
Der Deichverband hat die Aufgabe, Grundstücke im Verbandsgebiet vor Sturmfluten zu schützen. Dazu unterhält er die im Verbandsgebiet liegenden Deiche.
Die Deichabschnitte werden größtenteils durch Schafe beweidet, wodurch dauerhaft eine kurze, geschlossene und feste Grasnarbe gewährleistet ist, die für die Deichsicherheit wichtig ist. Die Deichacht Norden unterhält dafür zwei Deichschäfereien, die für die Bereiche westlich und östlich von Ostermarsch zuständig sind.

## Verbandsstruktur
Der Verband wird von einem Ausschuss vertreten, der von den Verbandsmitgliedern gewählt wird. Der Ausschuss besteht aus zwölf Mitgliedern. Er wählt seinerseits einen Vorstand, der mit fünf Mitgliedern besetzt ist. Für jedes Ausschuss- und jedes Vorstandsmitglied wird auch ein persönlicher Vertreter gewählt.
Mitglieder des Verbandes sind alle Grundeigentümer und Erbbauberechtigten der im Verbandsgebiet gelegenen Grundstücke.